# 日本の新聞一覧
日本の新聞一覧（にほんのしんぶんいちらん、英: List of newspapers in Japan）とは、現在刊行されている日本の新聞の一覧である。本項の新聞の殆どは日刊紙であるが、一般紙の非日刊紙については刊行頻度を表示する。無料新聞およびフリーペーパーは刊行頻度が旬刊以下のものは非掲載。日刊紙だが休刊日以外にも定期的に刊行されない日がある場合は、その旨を表示する。

## 一般紙

### 全国紙
- 読売新聞
- 朝日新聞
- 毎日新聞
- 日本経済新聞（日経新聞）
- 産経新聞（産業経済新聞）

### ブロック紙
- 北海道新聞（北海道）
- 河北新報（宮城、岩手、青森、秋田、山形、福島）
- 中日新聞（愛知、岐阜、三重、静岡、長野、福井、滋賀、和歌山）
- 東京新聞（東京、埼玉、千葉、神奈川、茨城、栃木、群馬、静岡。中日新聞東京本社発行）
- 北陸中日新聞（石川、富山。中日新聞北陸本社発行）
- 中国新聞（広島、山口、島根、岡山、鳥取）
- 西日本新聞（福岡、佐賀、長崎、熊本、大分）

### 地方紙

#### 北海道

##### 道央
- 北空知新聞（深川市。週2回刊）
- プレス空知（滝川市。週2回刊）
- アリノハネ新聞（美唄市。月刊）
- 週刊みなみ空知（岩見沢市。週刊）
- おたる新報（小樽市。月刊）
- 苫小牧民報（苫小牧市）
- 室蘭民報（室蘭市）
- 日高報知新聞（浦河町）

##### 道南
- 函館新聞（函館市）

##### 道北
- あさひかわ新聞（旭川市。週刊）
- 道北日報（士別市）
- 名寄新聞（名寄市）
- 北都新聞（名寄市）
- 日刊富良野（富良野市。週3回刊）
- びえい新聞（美瑛町。週刊）
- 日刊留萌新聞（留萌市）
- 日刊宗谷（稚内市）
- 稚内プレス（稚内市）

##### 道東
- 経済の伝書鳩（北見市。日刊（週6回刊）、フリーペーパー）
- 網走タイムズ（網走市。日刊（週6回刊））
- 山脈（やまなみ）（遠軽町。月3回刊）
- 訓子府新報（訓子府町。週刊
- 津別新報（津別町。月3回刊
- 美幌新聞（美幌町。週3回刊
- 北海民友新聞（紋別市）
- 十勝毎日新聞（帯広市）
- 釧路新聞（釧路市）

#### 東北地方

##### 青森県
県紙
- 東奥日報

地域紙
- デーリー東北（八戸市）
- 陸奥新報（弘前市）
- 津軽新報（黒石市）

##### 岩手県
県紙
- 岩手日報

地域紙
- 岩手日日（一関市）
- 胆江日日新聞（奥州市）
- 東海新報（大船渡市）

##### 宮城県
地域紙
- 大崎タイムス（大崎市）
- 石巻かほく（石巻市）
- 石巻日日新聞（石巻市）
- 三陸新報（気仙沼市）
- 仙北郷土タイムス（登米市。月刊）

##### 秋田県
県紙
- 秋田魁新報

地域紙
- 秋田民報（大仙市。週3回刊）
- 北鹿新聞（大館市）
- 秋北新聞（北秋田市）
- 北羽新報（能代市）

##### 山形県
県紙
- 山形新聞

地域紙
- 荘内日報（鶴岡市）

##### 福島県
県紙
- 福島民報
- 福島民友

地域紙
- いわき民報（いわき市）
- 東白日報（棚倉町）
- 町民ニュース（石川町）
- 北部日報（古殿町）
- あぶくま時報（須賀川市）
- マメタイムス（須賀川市）
- 夕刊いしかわ（石川町）
- 夕刊たなぐら（棚倉町）
- 夕刊はなわ（塙町）
- 夕刊矢祭（矢祭町。日刊（週5回刊））

#### 関東地方

##### 茨城県
県紙
- 茨城新聞

##### 栃木県
県紙
- 下野新聞

##### 群馬県
県紙
- 上毛新聞

地域紙
- 桐生タイムス（桐生市）

##### 埼玉県
県紙
- 埼玉新聞

地域紙
- 文化新聞（飯能市）

##### 千葉県
県紙
- 千葉日報

地域紙
- 房日新聞（館山市）
- 新千葉新聞（木更津市。日刊（週6回刊））

##### 東京都
地域紙
- 新宿新聞（新宿区。旬刊）
- 杉並新聞（杉並区。月刊）
- 世田谷新聞（世田谷区。月刊）
- 多摩東京日報（昭島市。旬刊）
- 豊島新聞（豊島区。週刊）
- 日本タイムズ（千代田区。月刊）
- 練馬新聞（練馬区。週刊（月3回刊））
- 西多摩新聞（福生市。週刊）
- Weekly News 西の風（青梅市。週刊）
- 東京七島新聞（港区。旬刊）
- 武相新聞（町田市、相模原市。週刊）

##### 神奈川県
県紙
- 神奈川新聞

地域紙
- 相模経済新聞（相模原市。月3回刊）
- 神静民報（小田原市）
- 湯河原新聞（湯河原町）

#### 中部地方

##### 山梨県
県紙
- 山梨日日新聞

地域紙
- 山梨新報（甲府市。週刊）
- 八ヶ岳ジャーナル（北杜市。月2回刊）
- 韮崎ジャーナル（韮崎市。月刊）

##### 長野県
県紙
- 信濃毎日新聞

地域紙
- 大糸タイムス（大町市）
- 岡谷市民新聞（岡谷市。信州市民新聞グループ）
- 北信ローカル（中野市。週刊）
- 北信濃新聞（飯山市。週刊）
- 長野市民新聞（長野市。週3回刊）
- 市民タイムス（松本市）
- 南信州新聞（飯田市）
- 須坂新聞（須坂市。週刊）
- 長野日報（諏訪市）

##### 新潟県
県紙
- 新潟日報

地域紙
- 糸魚川タイムス（糸魚川市。上越タイムス社が発行）
- 越後ジャーナル（三条市。日刊（週6回刊））
- 三條新聞（三条市）
- 小千谷新聞（小千谷市。週刊）
- 柏崎日報（柏崎市）
- 十日町新聞（十日町市。週刊
- 十日町タイムス（十日町市。旬刊
- 上越タイムス（上越市）
- 月刊上越（上越市。月刊、上越タイムス社が発行）
- 妻有新聞（津南町。週刊
- 長岡新聞（長岡市。週3回刊

##### 富山県
県紙
- 北日本新聞
- 富山新聞（北國新聞社が発行）

地域紙
- 城端時報（南砺市。月刊）

##### 石川県
県紙
- 北國新聞

##### 福井県
県紙
- 福井新聞

地域紙
- 日刊県民福井（福井市。中日新聞福井支社が発行）

##### 静岡県
県紙
- 静岡新聞

地域紙
- 熱海新聞（熱海市。伊豆新聞本社が発行）
- 伊豆新聞（伊東市。伊豆新聞本社が発行）
- 伊豆日日新聞（伊豆の国市。伊豆新聞本社が発行）
- 岳麓新聞（御殿場市）
- 沼津朝日新聞（沼津市）
- 富士山新報（富士宮市。日刊（週6回刊））
- 富士ニュース（富士市。日刊（週6回刊））
- 岳南朝日新聞（富士宮市・富士市。日刊）

##### 愛知県
地域紙
- 中部経済新聞（名古屋市。日刊（週6回刊））
- 東海愛知新聞（岡崎市。日刊（週6回刊））
- 東海日日新聞（豊橋市）
- 東愛知新聞（豊橋市）
- 三河新報（西尾市）
- 愛三時報（西尾市）

##### 岐阜県
県紙
- 岐阜新聞

地域紙
- 高山市民時報（高山市。週3回刊）

#### 近畿地方

##### 三重県
県紙
- 伊勢新聞

地域紙
- 東海けいざい（津市。月刊、東海経済新聞社）
- 紀勢新聞（尾鷲市）
- 紀南新聞（新宮市）
- 南海日日（尾鷲市）
- 南紀新報（熊野市）
- 吉野熊野新聞（熊野市）
- 夕刊三重（松阪市。日刊（週6回刊））

##### 滋賀県
地域紙
- 近江同盟新聞（東近江市）
- 滋賀報知新聞（彦根市。日刊、フリーペーパー、関連紙として週刊〜週4回刊の新聞多数を刊行）
- 滋賀彦根新聞（彦根市。週2回刊、フリーペーパー、滋賀夕刊新聞社が発行）
- 滋賀夕刊（長浜市。日刊）

##### 京都府
府紙
- 京都新聞

地域紙
- あやべ市民新聞（綾部市。週3回刊）
- 北近畿経済新聞（綾部市。旬刊）
- 舞鶴市民新聞（舞鶴市。週2回刊）
- 洛タイ新報（宇治市。日刊（週6回刊））
- 両丹日日新聞（福知山市）

##### 大阪府
地域紙
- 週刊大阪日日新聞（大阪市。週刊）
- 堺ジャーナル（堺市。月刊）

##### 兵庫県
県紙
- 神戸新聞

地域紙
- 赤穂新聞（赤穂市。週刊）
- 赤穂民報（赤穂市。週刊）
- 丹波新聞（丹波市。週2回刊）
- 上郡民報（上郡町。月刊）

##### 奈良県
県紙
- 奈良新聞

##### 和歌山県
地域紙
- 紀伊民報（田辺市。日刊（週6回刊））
- わかやま新報（和歌山市）
- ニュース和歌山（和歌山市。毎週土曜日+第2・4週水曜日刊）
- 紀州新聞（御坊市。日刊（週6回刊））
- 日高新報（御坊市。日刊（週6回刊））
- 紀南新聞（新宮市）
- 熊野新聞（新宮市）
- 日刊ヤタガラス（新宮市）

#### 中国地方

##### 鳥取県
県紙
- 日本海新聞

##### 島根県
県紙
- 山陰中央新報

地域紙
- 島根日日新聞（出雲市）

##### 岡山県
県紙
- 山陽新聞

地域紙
- 津山朝日新聞（津山市。日刊（週6回刊））
- 備北民報（新見市。日刊（週6回刊））

##### 広島県
地域紙
- 西広島タイムス（広島市。週刊、フリーペーパー）
- 尾道新聞（尾道市）

##### 山口県
県紙
- 山口新聞

地域紙
- 西京新聞（山口市）
- 宇部日報（宇部市、山陽小野田市。日刊（週6回刊））
- 日刊いわくに（岩国市。日刊（週5回刊））
- 日刊新周南（周南市、下松市、光市。日刊（週5回刊））
- 瀬戸内タイムス（光市。週3回刊）
- ほうふ日報（防府市。日刊（週5回刊））
- 防日新聞（防府市。週2回刊）
- 周南新報（柳井市。週3回刊）
- 長門時事（長門市。週刊）
- はぎ時事（萩市、阿武町。週刊）

#### 四国地方

##### 徳島県
県紙
- 徳島新聞

地域紙
- トリビューンしこく（徳島市。旬刊）

##### 香川県
県紙
- 四国新聞

##### 愛媛県
県紙
- 愛媛新聞

##### 高知県
県紙
- 高知新聞

#### 九州・沖縄地方

##### 福岡県
地域紙
- 福岡県民新聞（福岡市。月刊）
- 有明新報（大牟田市。日刊（週6回刊））
- 小倉タイムス（北九州市。旬刊）

##### 佐賀県
県紙
- 佐賀新聞

##### 長崎県
県紙
- 長崎新聞

地域紙
- 政経新聞（佐世保市。週刊、長崎政治経済新聞が発行）
- 壱岐新聞（壱岐市。週刊）
- 壱岐新報（壱岐市。週刊）
- 島原新聞（島原市）
- 対馬新聞（対馬市。週刊（月4回刊））

##### 熊本県
県紙
- 熊本日日新聞

地域紙
- 日刊人吉新聞（人吉市。日刊（週6回刊））

##### 大分県
県紙
- 大分合同新聞

地域紙
- 今日新聞（別府市。日刊（週6回刊））

##### 宮崎県
県紙
- 宮崎日日新聞

地域紙
- 夕刊デイリー（延岡市）

##### 鹿児島県
県紙
- 南日本新聞

地域紙
- 奄美新聞（奄美市）
- 南海日日新聞（奄美市）

##### 沖縄県
県紙
- 琉球新報
- 沖縄タイムス

地域紙
- 宮古新報（宮古島市）
- 宮古毎日新聞（宮古島市）
- 八重山日報（石垣市）
- 八重山毎日新聞（石垣市）

### タブロイド紙
- 日刊ゲンダイ（タブロイド判・講談社系。日本新聞協会非加盟）

## 専門紙

### 経済紙
全国紙
- 日本経済新聞（一般全国新聞とみなす場合がある）
- 日刊工業新聞（日刊（週6回刊））
- 日経MJ（週3回刊）

ブロック紙
- 中部経済新聞（日刊（週6回刊））

### スポーツ紙
全国紙
- 日刊スポーツ（朝日新聞系。沖縄県では沖縄タイムス社との提携にて発行）
- スポーツニッポン（毎日新聞系）
- スポーツ報知（読売新聞系）
- サンケイスポーツ（産経新聞系）
- 東京スポーツ（夕刊）
  - 中京スポーツ（夕刊）
  - 大阪スポーツ（夕刊）
  - 九州スポーツ

ブロック紙
- デイリースポーツ（神戸新聞系）
- 中日スポーツ（中日新聞系）

### 業界紙
全国紙
| - 科学新聞 - ガスエネルギー新聞 - ガス事業新聞 - 教育新聞 - 金属産業新聞 - 金融経済新聞 - 建通新聞 - 鋼構造ジャーナル - 交通新聞 - こんにゃく新聞 - 自動車タイヤ新聞 - 週刊玩具通信 - 週刊米穀商 - 宗教工芸新聞（宗教工芸社） - 住宅新報 - 商経 機械新聞（商工経済新聞） - 商経 管材新聞（商工経済新聞） - 鍼灸柔整新聞（日本医療福祉新聞社） - 水産経済新聞 | - 水道公論 - 生産性新聞 - 税理士新聞 - 石油化学新聞 - 接着剤新聞 - 繊維ニュース - 繊研新聞 - 全国きのこ新聞 - 全国農業新聞（農業委員会系統紙） - 染織経済新聞 - 通販新聞 - 電気新聞 - 電波新聞 - 電波タイムズ - 東京交通新聞 - 刀剣春秋 - 日刊建設工業新聞 - 日刊建設通信新聞 - 日刊産業新聞 - 日刊セキツウ | - 日刊燃料油脂新聞 - 日刊不動産経済通信（不動産経済研究所） - 日刊市況新聞 - 日刊自動車新聞 - 日刊木材新聞 - 日刊薬業（じほう） - ニッキン（日本金融通信） - 日本医科器械新聞 - 日本海事新聞 - 日本教育新聞 - 日本下水道新聞 - 日本語教育新聞 - 日本事務機新聞 - 日本食品新聞 - 日本食糧新聞 - 日本寝装新聞 - 日本鍼灸マッサージ新聞（日本鍼灸マッサージ新聞社） - 日本水道新聞 - 日本石材工業新聞 | - 日本農業新聞（JA系統紙） - 日本農民新聞 - 日本ベアリング新聞 - 日本屋根経済新聞 - 日本養殖新聞 - 乳業ジャーナル - 半導体産業新聞 - 不動産経済ファンドレビュー（不動産経済研究所） - プロパン・ブタンニュース - プロパン新聞 - 農機新聞 - 農業共済新聞 - 納税通信 - みなと新聞（発行元はみなと山口合同新聞社） - 薬事日報 - 薬局新聞 - 輸送経済 - 溶接ニュース |  |

地方紙
- 中部柔整新聞
- 日刊青森建設工業新聞
- 日刊岩手建設工業新聞
- 福島建設工業新聞
- 建設福島
- 日刊建設新報（富山県）
- 日刊建設工業新聞（北陸4県、全国紙とは同名別紙）
- 北海道通信
- 北海道建設新聞
- 北近畿経済新聞（綾部市。旬刊）
- エコチル

### 特定分野専門紙
- 週刊つりニュース
- 週刊へらニュース
- 朝雲新聞
- 日本農業新聞（JAグループ）
- 都政新報

## 機関紙
- 日本機関紙協会
- キカンシネット（第一資料印刷）

### 公的機関紙
- 官報
- 衆議院公報（衆議院）
- 参議院公報（参議院）
- 日刊警察（警察）
- 星条旗新聞（日本版・沖縄版、星条旗新聞社、在日米軍、米軍機関紙）
- 朝雲（日本、朝雲新聞社、自衛隊。民間会社だが、自衛隊員向け）ｆ
- 自衛隊スポーツ（日本、朝雲新聞社、自衛隊。自衛隊員向け）
- 防衛ホーム（日本、防衛ホーム新聞社、自衛隊。自衛隊員向け）

### 政党・政治団体 (新左翼・新右翼団体も含む) 紙
| 政党・政治団体名                | 機関紙名             | 発行形態                    | 運用状況（2025年現在） | その他 |
| ------------------------------- | -------------------- | --------------------------- | ---------------------- | ------ |
| 日本共産党                      | しんぶん赤旗         | 日刊、週刊                  | 運用中                 |        |
| 公明党                          | 公明新聞             | 日刊、週刊                  | 運用中                 |        |
| 自由民主党                      | 自由民主             | 週刊（毎週火曜日発行）      | 運用中                 |        |
| 自由民主党                      | りぶる               | 月刊（毎月15日発行）        | 運用中                 | 機関誌 |
| 社会民主党                      | 社会新報             | 週刊（毎週水曜日発行）      | 運用中                 |        |
| 社会民主党                      | 月刊社会民主         | 月刊（毎月1日発行）         | 運用中                 |        |
| 立憲民主党                      | 立憲民主             | 月刊（毎月第3金曜日発行）   | 運用中                 |        |
| 国民民主党                      | 国民民主PRESS        | 隔月刊（第四金曜日発行）    | 運用中                 |        |
| れいわ新選組                    | れいわPRESS          | 月刊                        | 運用中                 | 機関誌 |
| 日本維新の会                    | 日本維新             | 隔月刊（年4回発行）         | 運用中                 |        |
| 新社会党                        | 週刊新社会           | 週刊（毎週火曜日発行）      | 運用中                 |        |
| 日本労働党                      | 労働新聞             | 週刊（月3回発行）           | 運用中                 |        |
| 日本国民党                      | しんぶん国民         | 月刊（毎月15日発行）        | 運用中                 |        |
| 維新政党・新風                  | 新風                 | 月刊（年間10回発行）        | 運用中                 |        |
| 緑の党グリーンズジャパン        | 緑でいこう           | 隔月刊（年4回発行）         | 運用中                 |        |
| 幸福実現党                      | 幸福実現党NEWS       | 月刊                        | 運用中                 |        |
| 労働の解放をめざす労働者党      | 海つばめ             | 週刊（毎月第2､4月曜日発行） | 運用中                 |        |
| 労働の解放をめざす労働者党      | プロメテウス         | 不定期                      | 運用中                 | 機関誌 |
| 国際勝共連合                    | 思想新聞             | 月刊（毎月1日と15日発行）   | 運用中                 | 機関誌 |
| 国際勝共連合                    | 世界思想             | 月刊（毎月10日発行）        | 運用中                 | 機関誌 |
| 一水会                          | 月刊レコンキスタ     | 月刊（毎月初めの1日に発行） | 運用中                 |        |
| 第四インター日本支部            | 週刊かけはし         | 週刊（毎週月曜日発行）      | 運用中                 |        |
| コモンズ政策研究機構            | コモンズ             | 月刊                        | 運用中                 |        |
| 研究所テオリア                  | テオリア             | 月刊（毎月10日発行）        | 運用中                 |        |
| 大行社                          | 大吼                 | 季刊（年4回発行）           | 運用中                 |        |
| 中核派                          | 前進                 | 週刊（毎週月曜日発行）      | 運用中                 |        |
| 中核派                          | 三里塚               | 週刊（毎月第2､4月曜日発行） | 運用中                 |        |
| 革マル派                        | 解放                 | 週刊（毎週月曜日発行）      | 運用中                 |        |
| 革マル派                        | 新世紀               | 隔月刊                      | 運用中                 | 機関誌 |
| 共産主義者同盟（統一委員会）    | 戦旗                 | 週刊（月2回発行）           | 運用中                 |        |
| 共産主義者同盟（統一委員会）    | 共産主義             | 不定期                      | 運用中                 | 機関紙 |
| 革命的共産主義者同盟再建協議会  | 未来                 | 週刊（毎月第1､3木曜日発行） | 運用中                 |        |
| 労働者共産党                    | プロレタリア         | 月刊                        | 運用中                 |        |
| 共産主義者同盟（火花）          | 火花                 | 隔月刊                      | 運用中                 |        |
| 共産主義者同盟蜂起派            | The Red Stars        | 隔月刊                      | 運用中                 |        |
| 共産主義者同盟首都圏委員会      | 風をよむradical chic | 隔月刊                      | 運用中                 |        |
| 「がんばろう、日本!」国民協議会 | 日本再生             | 月刊（毎月1日発行）         | 運用中                 |        |
| 日本社会主義青年同盟            | 青年の声             | 週刊（毎月第1､3月曜日発行） | 運用中                 |        |
| 日本共産党（左派）              | 革命戦士             | 隔月間                      | 休刊中                 |        |
| 解放派全協                      | 解放の通信           | 不定期                      | 休刊中                 |        |
| 革労協狭間派                    | 解放                 | 週刊（月2回刊行）           | -                      |        |
| 革労協木元派                    | 解放                 | 週刊（毎週木曜日発行）      | -                      |        |
| 大日本愛国党                    | 愛国新聞             | -                           | 休刊中                 |        |

| 政党・政治団体名             | 機関紙名     | 発行形態                      | 運用状況 | その他 |
| ---------------------------- | ------------ | ----------------------------- | -------- | ------ |
| 沖縄社会大衆党               | 社会大衆     | -                             | -        |        |
| 長周新聞社（日本共産党左派） | 長周新聞     | 隔日（週3回発行）             | 運用中   |        |
| 日本共産党京都府委員会       | 京都民報     | 週刊                          | 運用中   |        |
| 日本共産党大阪府委員会       | 大阪民主新報 | 週刊（毎週日曜日発行）        | 運用中   |        |
| 日本共産党山口県委員会       | 山口民報     | 週刊（毎月第1､2､4日曜日発行） | 運用中   |        |

### 大学新聞
- 東京大学新聞
- 一橋新聞
- 京都大学新聞
- 筑波大学新聞
- 中央大学新聞
- 日本大学新聞

### 学生スポーツ新聞
- 中大スポーツ
- 早稲田スポーツ
- 慶応スポーツ
- 帝京スポーツ
- 明大スポーツ
- スポーツ国士
- スポーツ法政
- 駒大スポーツ
- 立教スポーツ
- スポーツ大東

### 宗教団体紙
- 佼成新聞（立正佼成会）
- 天理時報（天理教）
- 金光新聞（金光教）
- 神社新報（神社本庁）
- 本願寺新報（浄土真宗本願寺派・本願寺新報社）
- 同朋新聞（真宗大谷派）
- 聖教新聞、創価新報（創価学会）
- 顕正新聞（冨士大石寺顕正会）
- 顕正新聞（浄土真宗親鸞会）
- 中和新聞（世界平和統一家庭連合 旧：世界基督教統一神霊協会）
- 世界日報（世界平和統一家庭連合 旧：世界基督教統一神霊協会）[7]
- 芸生新聞（パーフェクト・リバティー教団）
- 心のともしび（カトリック教会）
- キリスト新聞（プロテスタント諸派）

### その他
- 日本消防（日本消防協会）
- 全国農業新聞（全国農業会議所）
- 全国商工新聞（全国商工団体連合会）
- 日教組教育新聞（日本教職員組合）
- 全日病ニュース （全日本病院協会）
- 医療労働者（日本医療労働組合連合会）
- 看護（日本看護協会）
- N∞（日本看護連盟）
- 国鉄新聞（国鉄労働組合）
- 朝鮮新報（在日本朝鮮人総聯合会）
- 民団新聞（在日本大韓民国民団）
- 解放新聞（部落解放同盟）
- 優駿(日本中央競馬会)
- いちご新聞（サンリオ）
- 徳洲新聞（徳洲会）

その他、多くの組合や法人、民間団体、企業が発行している。

## こども新聞

### 全国紙
- 朝日小学生新聞
- 朝日中高生新聞
- 毎日小学生新聞
- 読売KODOMO新聞
- 読売中高生新聞
- ヨミウリ・ジュニアプレス
- 高校生新聞
- 少年写真新聞

### 地方紙
- 道新こども新聞 まなぶん（北海道新聞）
- 東奥こども新聞（東奥日報）
- こどもジャーナル（山形新聞）
- どきどき小学生（河北新報）
- わくわく週刊こども新聞（北日本新聞）
- 子どもウィークリー（山梨日日新聞）
- 信毎こども記者ニュース（信濃毎日新聞）
- 中日こどもウイークリー（中日新聞）
- ウンポコ探検隊（京都新聞）
- 山陽こども新聞（山陽新聞）
- こども高知新聞（高知新聞）
- こどもっと動画（西日本新聞）
- 南日本こども新聞（南日本新聞）
- 琉球新報小中学生新聞 りゅうPON（琉球新報）

## 他言語紙

### 英字新聞

#### 日刊
- ジャパンタイムズ
- ジャパン・ニューズ（旧：ザ・デイリー読売）

#### 週刊
- ジャパンタイムズウィークリー（The Japan Times Weekly）
- The Japan Times ST（旧：週刊ST）

### 日本語・英語以外の新聞

#### 中国語
- 中文導報（簡体字。週刊）
- 東方時報（簡体字。週刊）
- 陽光導報（簡体字。週刊）
- 日本新華僑報（簡体字。旬刊、人民日報の姉妹紙）
- 留学生新聞（簡体字。月2回刊）
- 関西華文時報（簡体字。月2回刊、近畿地方および三重県、名古屋市が対象地域）

#### 朝鮮語
- 朝鮮新報（朝鮮総連中央機関紙。週3回、日本語版も刊行）
- 民団新聞（韓国民団機関紙。週刊、日本語版も刊行）

#### ネパール語
- ネパリ・サマチャー（隔週刊）

## 点字新聞
- 点字毎日（毎日新聞社発行）